# Universitätsmedizin der Johannes Gutenberg-Universität Mainz

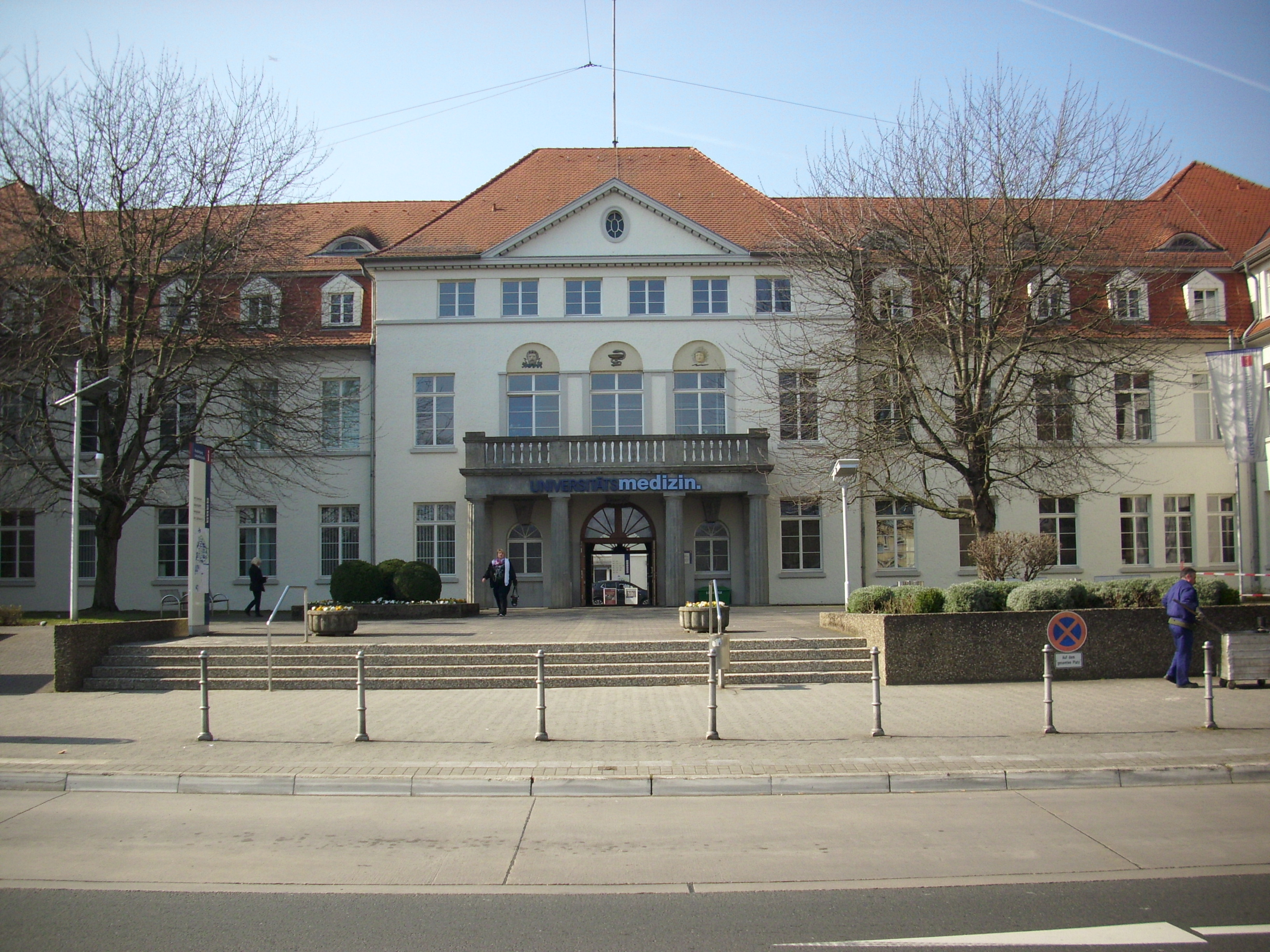
Haupteingang der Universitätsmedizin

Die Universitätsmedizin der Johannes Gutenberg-Universität Mainz (bis 31. Dezember 2008: Klinikum der Johannes Gutenberg-Universität Mainz) ist das einzige Universitätsklinikum in Rheinland-Pfalz und steht außerdem in der Tradition des Stadtkrankenhauses Mainz, das 1914 neu errichtet und 1952 in die Universitätsklinik umgewandelt wurde.

## Übersicht
Mehr als 60 Kliniken, Institute und Abteilungen sowie zwei Einrichtungen der medizinischen Zentralversorgung – die Apotheke und die Transfusionszentrale – gehören zur Universitätsmedizin Mainz. Mit etwa 8.700 Mitarbeitenden ist die Universitätsmedizin Mainz einer der größten Arbeitgeber der Region. Zum 1. Januar 2009 wurden das Universitätsklinikum sowie der Fachbereich Medizin der Johannes Gutenberg-Universität Mainz in der neuen Universitätsmedizin als Körperschaft des öffentlichen Rechts zusammengeführt. Das Klinikum verfügt über rund 1.600 Betten. Die ambulante Fallzahl im Jahr 2023 betrug 276.163, die stationäre Fallzahl 61.358.
Mehr als 3.600 Studierende der Humanmedizin und der Zahnmedizin werden in Mainz ausgebildet. An acht Lehranstalten und Schulen erlernen rund 630 Auszubildende verschiedenste medizinische Gesundheits-Fachberufe: vom Krankenpfleger über den Logopäden bis zum Diätassistenten und zur Hebamme. Daneben bildet das Klinikum auch in kaufmännischen und technischen Berufen aus.
Am 1. November 2023 übernahm Waltraud Kreutz-Gers das Amt des Kaufmännischen Vorstands der Universitätsmedizin Mainz. Seit dem 1. Januar 2024 ist Ralf Kiesslich Vorstandsvorsitzender und Medizinischer Vorstand. Am 1. April 2024 übernahm Hansjörg Schild als bisheriger Stellvertreter kommissarisch die Aufgabe des Wissenschaftlichen Vorstands, bis die Nachfolge des nach elf Jahren Amtszeit in den Ruhestand eingetretenen Ulrich Förstermann entschieden ist.

## Forschung
Die Schwerpunkte der Forschungsaktivitäten der Universitätsmedizin Mainz liegen in den Bereichen der Immunologie, der Herz-Kreislauf-Forschung und der Neurowissenschaften. Ein weiterer Schwerpunkt verbindet chirurgische und materialwissenschaftliche Kompetenzen.

## Lehre
Für die Studiengänge der Human- und Zahnmedizin repräsentiert die Universitätsmedizin die einzige Ausbildungsstätte des Landes Rheinland-Pfalz. Im Jahr 2023 waren hier mehr als 3.600 Studierende eingeschrieben.

## Kliniken, Institute und Einrichtungen

### Kliniken

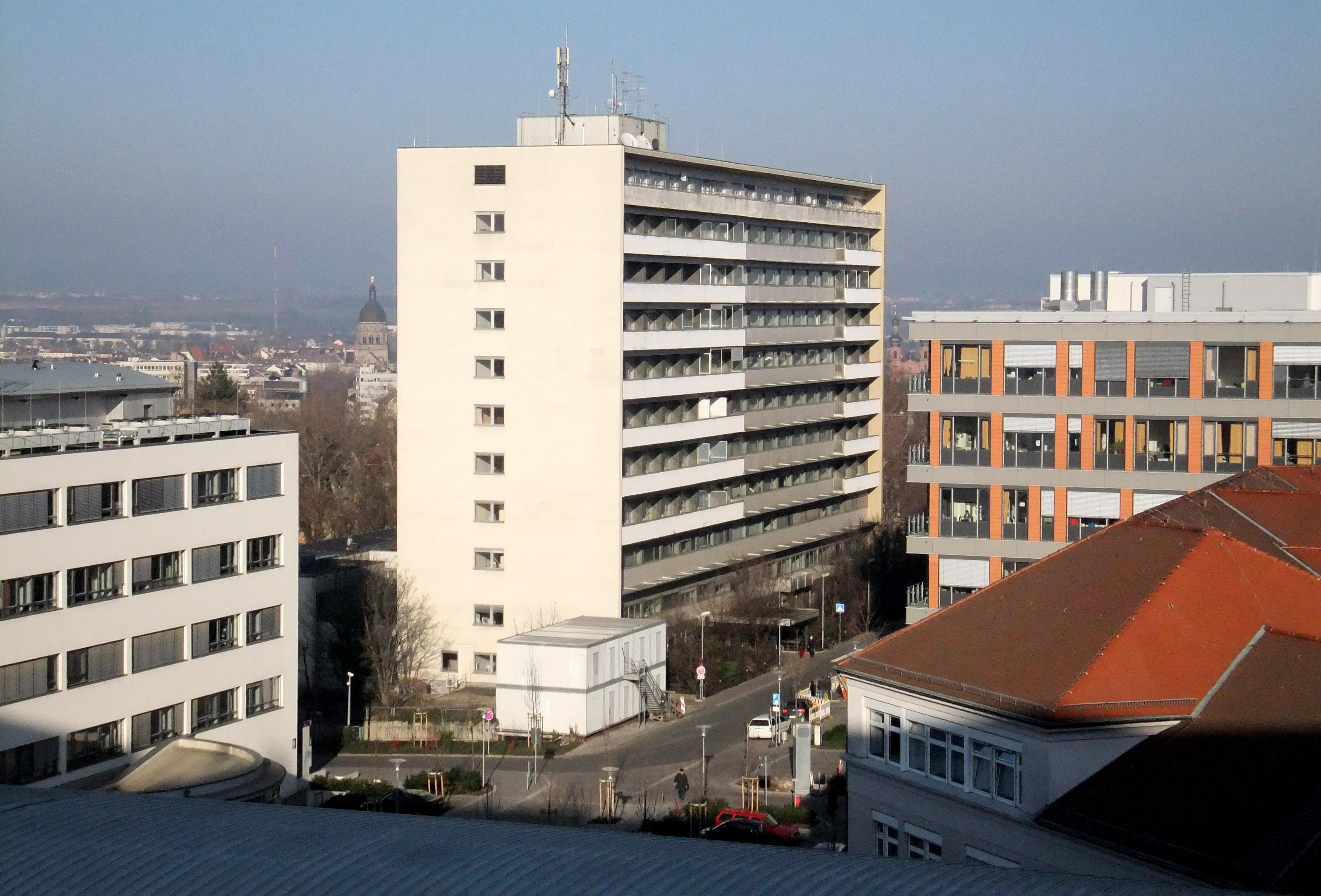
Die Nachsorgeklinik im Gebäude 701 mit der Klinik und Poliklinik für Neurologie und der II. Medizinischen Klinik und Poliklinik für Angiologie

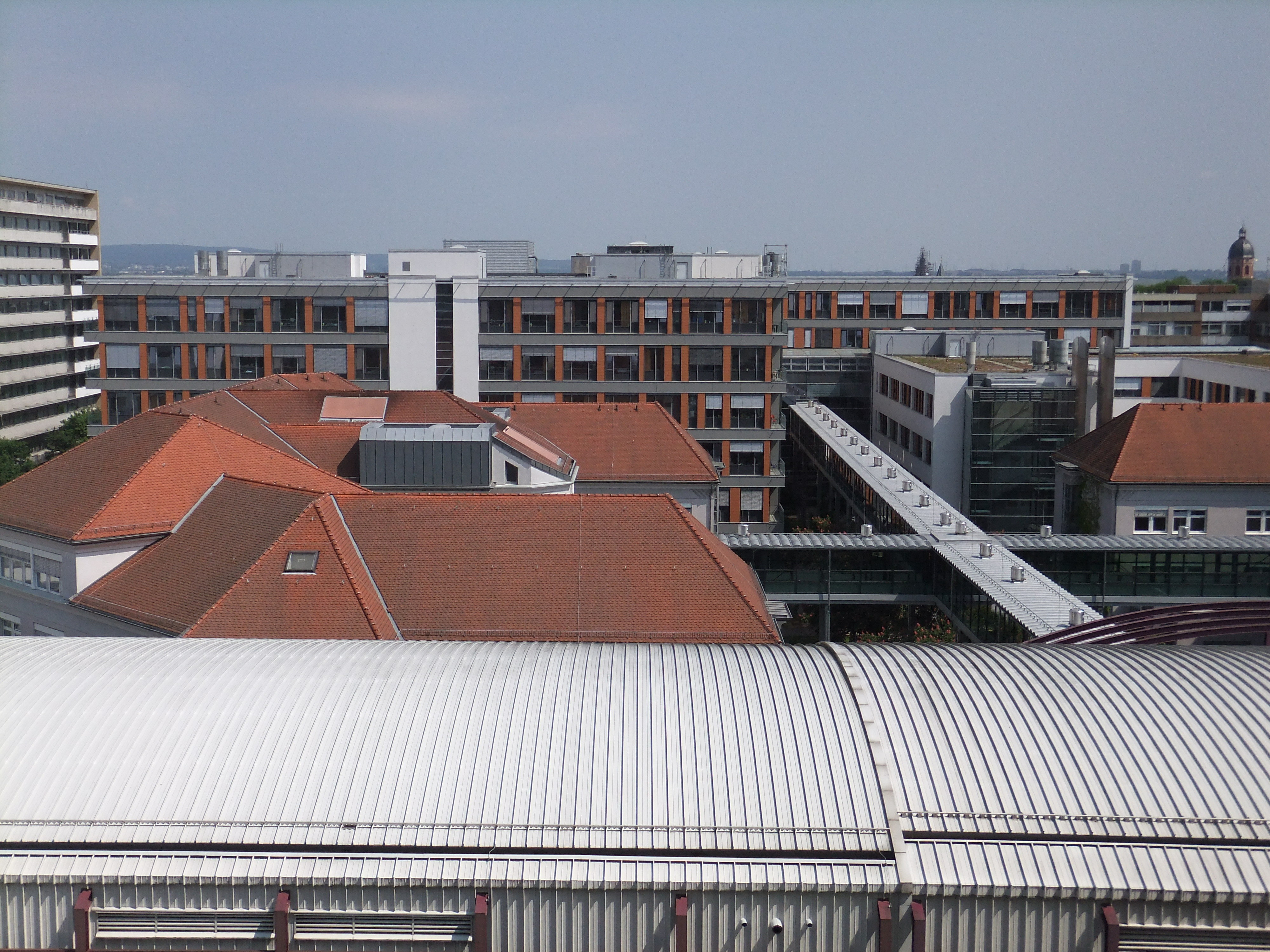
Die Innere Medizin im Gebäude 605 der Universitätsmedizin Mainz mit den I.–III. Medizinischen Kliniken und Polikliniken, der Klinik und Poliklinik für Radiologie, der Neurologie/Stroke-Unit, Chest-Pain-Unit, Cardioacut und dem Zentrallabor

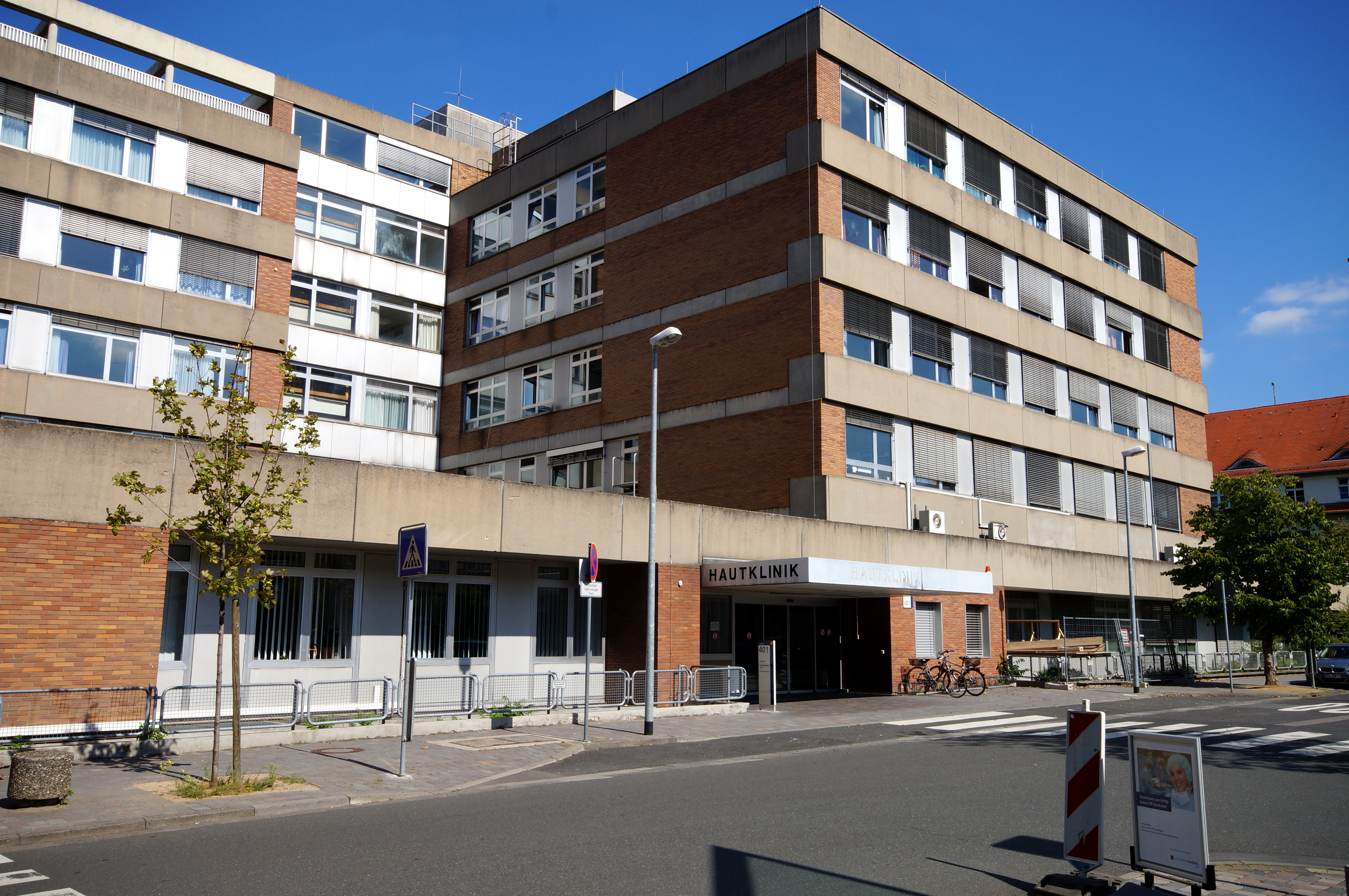
Die Hautklinik der Universitätsmedizin der Johannes Gutenberg-Universität Mainz

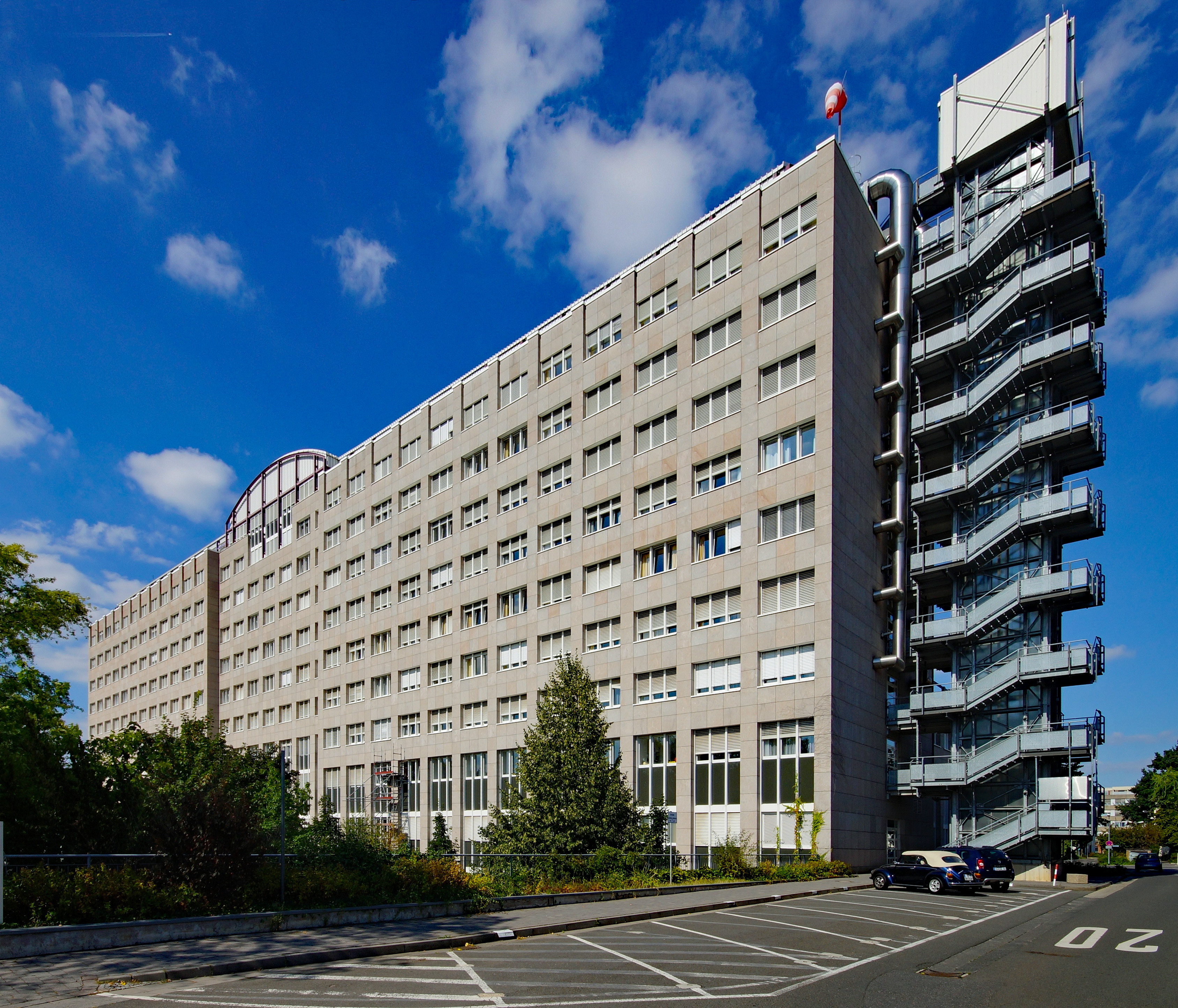
Das Gebäude 505 der Universitätsmedizin Mainz, in dem unter anderem die Chirurgie, die Anästhesiologie, die Radiologie, das Zentrum für Orthopädie und Unfallchirurgie und die Neurochirurgische Pathophysiologie untergebracht sind

- I. Medizinische Klinik und Poliklinik
  - (Gastroenterologie, Hepatologie, Nephrologie, Rheumatologie, Infektionskrankheiten)
  - Schwerpunkt Endokrinologie und Stoffwechselerkrankungen
- III. Medizinische Klinik und Poliklinik (Hämatologie, Onkologie, Pneumologie)
- Klinik und Poliklinik für Allgemein-, Viszeral- und Transplantationschirurgie
- Klinik für Anästhesiologie (ältestes Institut für Anästhesiologie in Deutschland)
- Apotheke
- Augenklinik und Poliklinik
- Klinik und Poliklinik für Geburtshilfe und Frauenkrankheiten
  - Brustzentrum
  - Abteilung für Experimentelle Endokrinologie
- Hals-Nasen-Ohren-Klinik und Poliklinik (HNO)
  - Abt. Kommunikationsstörungen
- Hautklinik und Poliklinik
- Klinik und Poliklinik für Herz-, Thorax- und Gefäßchirurgie
- Zentrum für Kardiologie
  - Kardiologie I
  - Kardiologie II
- Klinik und Poliklinik für Kinderchirurgie
- Kinderklinik und Kinderpoliklinik
- Klinik und Poliklinik für Neurologie
- Neurochirurgische Klinik und Poliklinik
- Klinik und Poliklinik für Nuklearmedizin
- Orthopädische Klinik und Poliklinik
- Palliativmedizin
- Psychiatrische Klinik und Poliklinik
- Klinik und Poliklinik für Psychosomatische Medizin und Psychotherapie
- Klinik und Poliklinik für diagnostische und interventionelle Radiologie
- Klinik und Poliklinik für Radioonkologie und Strahlentherapie
- Klinik und Poliklinik für Unfallchirurgie
- Transfusionszentrale
- Urologische Klinik und Poliklinik
- Zentrum für Allgemeinmedizin und Geriatrie (ZAG)
- Zahn-, Mund-, Kieferheilkunde
  - Klinik für Mund-, Kiefer- und Gesichtschirurgie
  - Poliklinik für Kieferorthopädie
  - Poliklinik für Prothetik
  - Poliklinik für Zahnärztliche Chirurgie
  - Poliklinik für Parodontologie und Zahnerhaltung

### Vorklinische Institute
- Institut für Anatomie
- Institut für Pathophysiologie
- Institut für Physiologie
- Institut für Physiologische Chemie
- Institut für Pathobiochemie

### Klinisch-Theoretische Institute
- Institut für Arbeits-, Sozial- und Umweltmedizin
- Institut für Geschichte, Theorie und Ethik der Medizin
- Institut für Immunologie
- Institut für Medizinische Mikrobiologie und Hygiene
- Institut für Pharmakologie
- Institut für Rechtsmedizin
- Institut für Toxikologie
- Institut für Virologie

### Klinische Institute
- Institut für Angewandte Struktur und Mikroanalytik
- Institut für Humangenetik
- Institut für Klinische Chemie und Laboratoriumsmedizin (Zentrallabor)
- Institut für Lehrergesundheit
- Institut für Medizinische Biometrie, Epidemiologie und Informatik
  - Deutsches Kinderkrebsregister
  - Krebsregister Rheinland-Pfalz
- Institut für Molekulare Medizin
  - NeuroKine
- Institut für Neurochirurgische Pathophysiologie
- Institut für Neuroradiologie
- Institut für Allgemeine Pathologie
  - Abt. für Neuropathologie
- Institut für physikalische Therapie, Prävention und Rehabilitation
- Institut für Zahnärztliche Werkstoffkunde und Technologie
- Zentrum für Rheuma-Pathologie

### Interdisziplinäre Einrichtungen
- Brustzentrum
- Centrum für Thrombose und Hämostase (CTH)
- Interdisziplinäres Zentrum Klinische Studien (IZKS)
- Gyn-Krebszentrum
- Palliativmedizin
- Schmerztherapie-Zentrum
- Universitäres Centrum für Tumorerkrankungen (UCT)

### Schulen und Lehranstalten
- Hebammenschule
- Schule für Gesundheits- und Krankenpflege und Schule für Krankenpflegehilfe
- Schule für Gesundheits- und Kinderkrankenpflege
- Schule für Operationstechnische Assistenten
- Schule für Physiotherapie
- Staatliche Lehranstalt für Diätassistenten
- Staatliche Lehranstalt für Medizinisch-Technische Laboratoriumsassistenten
- Staatliche Lehranstalt für Medizinisch-Technische Radiologieassistenten
- Staatliche Lehranstalt für Logopädie

## Geschichte

### Vorläufer
Nachdem durch die Schaffung des Universitätsfonds im Jahre 1781 durch den Mainzer Kurfürst und Erzbischof Friedrich Karl Joseph von Erthal die notwendigen Mittel zur Verfügung standen, begannen die Diskussionen darüber, wie die Medizinische Fakultät der bereits 1477 in Mainz gegründeten Universität durch die Errichtung einer Universitätsklinik aufgewertet werden könne. Zunächst wurde hierfür 1784 mit dem Umbau des säkularisierten Klosters „Reichsklara“ begonnen, 1788 erfolgte eine Umentscheidung zugunsten der Räumlichkeiten des ebenfalls aufgelösten Klosters „Altmünster“. Die ersten zehn Krankenzimmer wurden dort 1790 fertiggestellt. Ob diese aber jemals der vorgesehenen Nutzung zugeführt wurden, ist ungewiss, da der Kurfürst das Altmünsterkloster bereits 1793 den Benediktinern als Ersatz für ihr bei der Belagerung der Stadt zerstörtes Kloster zur Verfügung stellte. Einen weiteren Anlauf zur Einrichtung einer Universitätsklinik gab es zunächst nicht mehr, da die Universität 1798 unter französischer Herrschaft (zumindest) offiziell aufgehoben wurde. Der Universitätsfonds und das Priesterseminar hatten aber weiterhin Bestand, und auch das sogenannte Accouchement, eine Hebammenlehranstalt, nahm nach einer Unterbrechung ihrer Tätigkeit zwischen 1793 und 1806 die Ausbildung wieder auf. Ab 1950, nunmehr Hebammenschule des Landes Rheinland-Pfalz, sollte sie an die neue Universitäts-Frauenklinik angegliedert werden.
Von 1911 bis 1914 wurde auf bisherigen Festungsgelände im Südwesten der Stadt, welches für militärische Zwecke nicht mehr benötigt wurde, der Neubau für ein Städtisches Krankenhaus mit 750 Betten (1935: 1.244 Betten) in Pavillon-Bauweise errichtet und am 31. Juli 1914, einen Tag vor Ausbruch des Ersten Weltkriegs, eilig bezogen. Dieses Krankenhaus wurde nach dem Zweiten Weltkrieg zur Keimzelle der neuen Universitätsklinik.

### Die Anfänge (1946–1952)
Auf Initiative der französischen Besatzungsmacht wurde 1946 die Universität, und damit auch die Medizinische Fakultät, gegründet bzw. wieder eröffnet. Die Stadt Mainz stellte ihr Krankenhaus „zur Mitbenutzung für Forschung und Lehre“ zur Verfügung. Am 15. November 1946 wurde die Universitätsklinik in den städtischen Räumlichkeiten eröffnet, drei Tage später nahm die medizinische Fakultät ihren Vorlesungsbetrieb auf. Im Juni 1950 folgte der Abschluss eines Pachtvertrags zwischen Stadt und Universität zur Nutzung des Städtischen Krankenhauses.
Anfang der 1950er-Jahre hatte die Universität eine erste Krisenzeit zu überstehen, die sich auch in vorübergehend sinkenden Studierendenzahlen ausdrückte. Neben einigen allgemeinen Problemen der Uni stand der Medizinbereich zusätzlich vor der Herausforderung, dass das Städtische Krankenhaus nicht über die nötige Infrastruktur für eine universitäre Ausbildung verfügte. Es fehlten Demonstrations- und Hörsäle sowie Übungs- und Aufenthaltsräume für die klinische Medizinerausbildung. Die Situation führte zur zunehmenden Unzufriedenheit bei Studierenden und Professoren, da sie sich in den Folgejahren nur langsam verbessern sollte.

### Universitätsklinikum (1952–2008)
Das bisherige Städtische Krankenhaus wurde 1952 durch das Land Rheinland-Pfalz in eine Universitätsklinik umgewandelt, der formelle Kauf erfolgte im November 1959. Trotz der nun erfolgenden Finanzierung durch das Land kamen die notwendigen Erweiterungen nicht in der von den Medizinern gewünschten  Geschwindigkeit voran. Noch in den 1950er-Jahren entstanden ein gemeinsamer Neubau für die Hals-Nasen-Ohrenklinik und die Augenklinik (Einweihung Februar 1956), 1958 das Röntgen- und Strahleninstitut sowie das Schwesternhaus 1. Erst Anfang der 1960er Jahre konnte der schon über ein Jahrzehnt geforderte Neubau der Chirurgischen Klinik abgeschlossen werden. Weitere Bautätigkeiten zogen sich noch bis in die 1970er-Jahre hin. Zunächst konnten 1965 die pädiatrische Intensivstation (erste Einrichtung dieser Art in der Bundesrepublik) und 1967 die Nachsorgeklinik sowie der Neubau des Instituts für Medizinische Statistik und Dokumentation eröffnet werden, im November 1968 die Klinik für Zahn-Mund-Kieferkrankheiten. Der Aufbau einer Intensivstation an der Kinderklinik durch den Anästhesisten und späteren ärztlichen Direktor des Mainzer Klinikums Wolfgang Dick erfolgte im Jahr 1969. Nach der Gründung der Schmerzklinik im Jahr 1972 konnte im Februar 1974 die Übernahme des ehemaligen Stadthauses am Pulverturm abgeschlossen werden, welches das Zentrum der Schulen für medizinische Heilhilfsberufe sowie das Institut für Geschichte, Theorie und Ethik der Medizin aufnahm. Es folgten 1976 noch die Übergabe der Neubauten für die Haut- sowie die Frauenklinik.
Am 31. März 1988 verursachte einen Großbrand in der Chirurgischen Klinik einen Schaden von 50 Millionen DM. Etwa die Hälfte dieses Schadens betraf die medizinischen Geräte, die im Gegensatz zum Gebäude nicht versichert waren, und daher die Eigenhaftung des Landes stark belasteten. Der Betrieb konnte nur schrittweise wieder aufgenommen werden. Mit der Fertigstellung der Neubauten von Urologie und Orthopädie im Juni 1989 entspannte sich die räumliche Situation wieder. Die Einweihung des erneuerten Chirurgie-Gebäudes 505 konnte am 20. November 1996 gefeiert werden, der zerstörte Chirurgie-Hörsaal erst 1998 wieder genutzt werden. Ein weiterer wichtiger Meilenstein der Klinikentwicklung wurde im Oktober 1995 mit der Einweihung der neuen Universitäts-Kinderklinik erreicht.
Die Kultusministerkonferenz (KMK) und der Wissenschaftsrat empfahlen Mitte der 1990er Jahre, die Universitätskliniken rechtlich zu verselbstständigen. Die bisherige Organisationsform als unselbstständige Anstalt der jeweiligen Universität sei nicht mehr zeitgemäß, da die Kliniken im Wettbewerb nur bestehen könnten, wenn sie mehr Handlungs- und Entscheidungsspielraum in ihrer Unternehmensführung erhielten. Rheinland-Pfalz setzte Mitte 1997 als erstes Bundesland diese Empfehlung um: Mit Wirkung zum 1. Januar 1998 wurde das bis dahin rechtlich unselbstständige Klinikum der Mainzer Universität in eine rechtsfähige Anstalt des öffentlichen Rechts mit dem Namen „Klinikum der Johannes Gutenberg-Universität Mainz“ umgewandelt.
Mitte der 2000er-Jahre konnte die Universitätsklinik mehrere Einweihungen feiern: Auf den Gebäudekomplex 101/102 mit Augen-, Frauen- und HNO-Klinik (8. März 2004) folgten die Palliativstation (21. März 2006), der Neubau Konservative Medizin (28. März 2007) und schließlich im August 2007 die Eröffnung der Klinik für Kinder- und Jugendpsychiatrie.

### Universitätsmedizin (ab 2009)
Mit Wirkung zum 1. Januar 2009 wurde durch das Universitätsmedizingesetz des Landes Rheinland-Pfalz vom 10. September 2008 der Fachbereich Medizin der Johannes Gutenberg-Universität Mainz und das Universitätsklinikum in eine Körperschaft des öffentlichen Rechts unter dem Namen „Universitätsmedizin der Johannes Gutenberg-Universität Mainz“ überführt. Ziel der Zusammenlegung war es, Grundlagenforschung, Lehre und klinische Versorgung noch enger miteinander zu verzahnen und die betriebswirtschaftliche Effizienz zu steigern.

### Umbau des Klinikgeländes
Die historisch gewachsene, sehr zergliederte Struktur des heutigen Klinikgeländes führt nach Einschätzung der Verantwortlichen zu schwerfälligen Arbeitsabläufen und würde damit einem modernen Medizinbetrieb immer weniger gerecht. Daher ist eine grundlegende Umgestaltung des Geländes vorgesehen. Das Land Rheinland-Pfalz will dafür in den nächsten 15 Jahren 2,2 Milliarden Euro investieren. In einem neuen, zentralen Hauptgebäude sollen alle Notaufnahmen, Ambulanzen, Operationssäle und Intensivstationen in einem Komplex zusammengeführt werden. Durch eine zentrale Anmeldung und einen klaren Haupteingang soll die Orientierung auf dem Gelände verbessert werden. Im Juli 2023 haben die Abrissarbeiten an der ehemaligen Nachsorgeklinik (Gebäude 701) begonnen, um Platz für einen weiteren Neubau zu schaffen, in den verschiedene Labore, die Klinikapotheke, eine Zentralküche und Lagerräume einziehen sollen. Für die Neubauten sollen schrittweise weitere Bestandsgebäude weichen. Von der historischen, denkmalgeschützten Gebäuden sollen zwei abgerissen werden – das alte Kesselhaus und die ehemalige Professoren-Villa (heute Bibliothek und Verwaltungsgebäude). Auch Klinikgebäude, die in den 1950er bis 1970er Jahren entstanden, sind teils nicht mehr zeitgemäß und sanierungswürdig und sollen daher abgerissen werden, darunter auch die heutige Chirurgie. Das Umbauprojekt soll bis zum Jahr 2038 abgeschlossen sein.